# Al Marakeb Pro Cycling Team/2016
Deze pagina geeft een overzicht van de Al Marakeb Pro Cycling Team wielerploeg in 2016.

## Transfers
| Inkomend            | Team 2015     | Uitgaand              | Team 2016 |
| ------------------- | ------------- | --------------------- | --------- |
| Ali-Ali Abdelmoneim | Onbekend      | Tarik Chaoufi         | Onbekend  |
| Mohamed Adil        | Onbekend      | Mehdi Elamid          | Onbekend  |
| Ahmed Jasim Al Ali  | Onbekend      | Abderrahman Errajraji | Onbekend  |
| Abedalah Alhousani  | Onbekend      | Mouhssine Lahsaini    | Onbekend  |
| Abdughaffar Alkhaji | Onbekend      | Mouhcine Rhaili       | Onbekend  |
| Ossama El Ghouate   | Stage         | Abdelatif Saadoune    | Onbekend  |
| Egoitz García       | Murias Taldea | Hassan Zahboune       | Onbekend  |
| Abdellah Hida       | Onbekend      |                       |           |
| Nassim Saidi        | Onbekend      |                       |           |
| Alain Santamaria    | Onbekend      |                       |           |

## Renners
| Naam                             | Geboortedatum    | Nationaliteit                | Ploeg 2015    |
| -------------------------------- | ---------------- | ---------------------------- | ------------- |
| Reda Aadel                       | 28 oktober 1990  | Marokko                      |               |
| Ali-Ali Abdelmoneim              | 8 oktober 1981   | Verenigde Arabische Emiraten | Onbekend      |
| Mohamed Adil                     | 26 oktober 1997  | Verenigde Arabische Emiraten | Onbekend      |
| Ahmed Jasim Al Ali               | 29 maart 1997    | Verenigde Arabische Emiraten | Onbekend      |
| Abedalah Alhousani (vanaf 15/03) | 7 februari 1997  | Verenigde Arabische Emiraten | Onbekend      |
| Abdughaffar Alkhaji              | 11 december 1979 | Verenigde Arabische Emiraten | Onbekend      |
| Ossama El Ghouate (vanaf 10/03)  | 11 juni 1993     | Frankrijk                    | Stage         |
| Haitam Gaiz                      | 25 februari 1994 | Marokko                      |               |
| Egoitz García                    | 31 maart 1986    | Spanje                       | Murias Taldea |
| Abdellah Hida (vanaf 15/03)      | 5 oktober 1991   | Marokko                      | Onbekend      |
| Hatim Karmouchi                  | 6 maart 1992     | Marokko                      |               |
| Nassim Saidi (tot 29/02)         | 9 december 1994  | Algerije                     | Onbekend      |
| Alain Santamaria                 | 5 april 1993     | Spanje                       | Onbekend      |

2015 · 2016